# Climent Ramis Noguera
Climent Ramis Noguera (Llucmajor, Mallorca, 1949) és un físic i meteoròleg mallorquí.
Climent Ramis es llicencià en ciències físiques a la Universitat de Barcelona el 1972 i es doctorà a la Universitat de les Illes Balears, UIB, el 1983 amb la tesi Transportes inherentes a la circulación meridiana sobre la Península Ibérica y el Mediterráneo Occidental. Fou cap de la secció d'observació de l'Oficina Meteorològica de l'aeroport de Son Sant Joan de Palma des del 1979 al 1986. Des del 1973 és professor de la UIB en el departament de física, àrea de física de la Terra. Des del 2008 és catedràtic.
És membre de la Royal Meteorological Society, soci de la European Geophysical Society, soci numerari de la Asociación Meteorológica Española i de la Real Sociedad Española de Física, secretari del Grupo Especializado de Física de la Atmósfera y del Océano (GEFAO) de la RSEF des d'octubre del 1989, referee de les revistes: Revista de Geofísica (CSIC), Weather and Forecasting (AMS), Journal of Applied Meteorology (AMS), International Journal of Climatology (RMS), Physics and Chemistry of the Earth (EGS), Theoretical and Applied Climatology (AUS), Hydrology & Earth Systems Sciences (EGS). Fou Director de Promoció de la Investigació en la UIB, director general d'Universitat del Govern de les Illes Balears (2003-07), i director del departament de física de la UIB.
És autor de Prácticas de meteorologia (1996) i coautor, amb Pau Bibiloni i Cels Calviño, de la sèrie Quaderns d'observació meteorològica bàsica (1987-97).